# Julius Nitschkoff

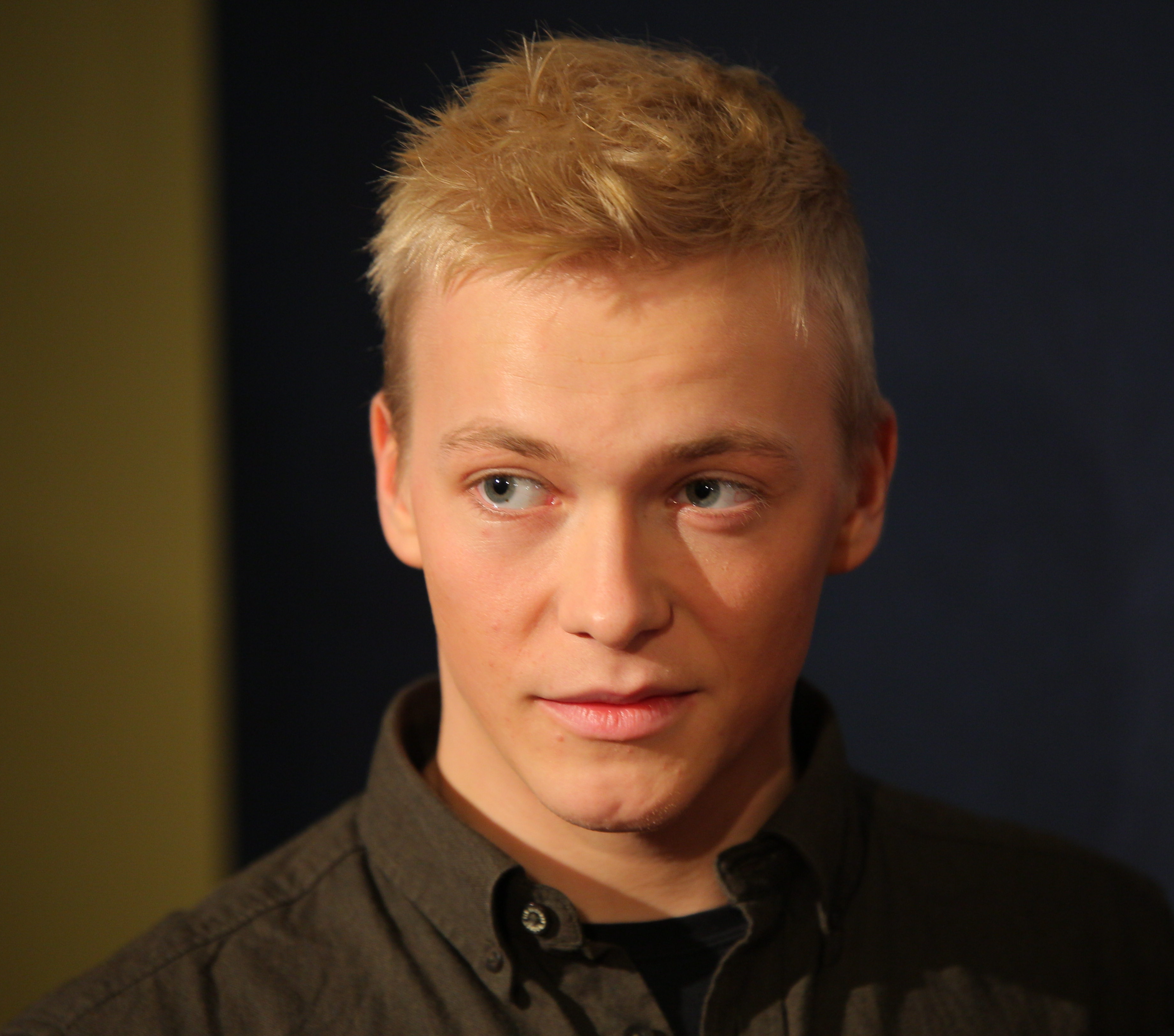
Julius Nitschkoff (2016)

Julius Nitschkoff (* 14. April 1995 in Berlin) ist ein deutscher Schauspieler.

## Leben
Nitschkoff wurde in Berlin geboren. Sein Vater ist der Zauberkünstler Axel Hecklau. Bei einem einjährigen Schulbesuch in Madrid lernte er Spanisch.
Nitschkoff interessierte sich bereits als Jugendlicher für die Schauspielerei, für Sport und Musik. Regelmäßigen Schauspielunterricht erhält er von Kristiane Kupfer, die ihn bereits als Jugendlichen schauspielerisch betreute. Er stand im Alter von dreizehn Jahren erstmals vor der Kamera und war im April 2009 das erste Mal im Fernsehen zu sehen. In dem SAT1-Fernsehfilm Der Typ, 13 Kinder & ich spielte er, an der Seite von Julia Brendler und Tim Bergmann, die Rolle des Timo, eines von 13 Kindern und Pflegekindern einer jungen Frau, die von ihrem Vermieter aus ihrem Haus vertrieben werden soll.
In der für den Fernsehsender KIKA produzierten Sendereihe Krimi.de hatte er eine Hauptrolle in der Episode rECHTE Freunde (Erstausstrahlung: November 2009). Hier spielte er unter der Regie von Christoph Eichhorn die Rolle des Florian „Floh“ Meinert, eines unsportlichen Jungen, der kaum Freunde hat und über den neugegründeten Fußballverein für die Neonazi-Szene rekrutiert werden soll. Der Regisseur wurde für diese Episode mit dem Emil Kinderfernsehpreis 2010 ausgezeichnet und die „herausgehobenen Rollen der beiden Jugendlichen Lukas (Stefan Tetzlaff) und Floh (Julius Nitschkoff), die beim Zuschauer Identifikation erzeugen“, dabei besonders gewürdigt.
2010 war Nitschkoff in dem Dokumentar-Spielfilm Die Kinder von Blankenese von Raymond Ley zu sehen. Er spielte darin den Jungen Gabriel, der das KZ Bergen-Belsen überlebt hat, nach Kriegsende in der Villa des jüdischen Industriellensohns Eric Warburg in Hamburg-Blankenese Zuflucht findet und dort auf seine Ausreise nach Palästina wartet.
In dem ZDF-Fernsehfilm Die Lehrerin (2011) verkörperte er die Rolle des Nico, eines durch einen Amoklauf an seiner Schule traumatisierten Jugendlichen. In dem Kriegsfilm 4 Tage im Mai (2011) von Achim von Borries, einer internationalen deutsch-russisch-ukrainischen Ko-Produktion, hatte er eine kleine Rolle als junger Soldat.
2013 war Nitschkoff im ZDF in zwei Episodenrollen zu sehen: in der Krimireihe Stubbe – Von Fall zu Fall (als Jugendlicher Sven in der Episode Gefährliches Spiel) und in der Krimiserie Notruf Hafenkante (als Handtaschenräuber Dennis Reimann in der Folge Einsatz für Wolle). Eine Hauptrolle hatte er in dem ARD-Fernsehfilm Komasaufen (2013) als Timo Lange, dem Anführer einer Jugend-Clique und „Mr. Cool der Schule“, der immer genügend Geld für Alkohol zur Verfügung hat. Im Sommer 2013 drehte Nitschkoff neben Anja Kling für das ZDF den Fernsehfilm Kein Entkommen als junger Straftäter Marco, der eine Frau brutal überfällt und beraubt.
Ab Oktober 2013 stand Nitschkoff unter der Regie von Andreas Dresen für die männliche Hauptrolle, Rico, in der Verfilmung des Romans Als wir träumten von Clemens Meyer vor der Kamera. Die Dreharbeiten fanden von Oktober bis Dezember 2013 in Leipzig statt, der Film kam im Februar 2015 in die Kinos. In dem zweiteiligen ZDF-Krimi Tod eines Mädchens (2015) spielte er einen tatverdächtigen Jugendlichen im offenen Vollzug. Im gleichen Jahr war Nitschkoff in ZDF-Krimiserien mit unterschiedlichen Episodenhauptrollen zu sehen, so im Juni 2015 in Letzte Spur Berlin als Schüler Dennis und im Oktober 2015 in SOKO Leipzig als tatverdächtiger Cosplayer Sandro Keller. Im März 2016 folgte eine Hauptrolle in der Serie Der Alte als aggressiver Paintball-Spieler Andreas Kühnert.
In dem Kino-Großstadtdrama Die Geschwister (2016) spielte er den jungen, aus Polen stammenden Bruno, der, mit ungeklärtem Aufenthaltsstatus in Berlin lebend, gemeinsam mit seiner „Schwester“ eine neue Wohnung sucht, und eine Affäre mit dem Immobilienverwalter Thies (Vladimir Burlakov) eingeht. In dem ZDF-Fernsehfilm Marie Brand und die rastlosen Seelen (2016) aus der Marie-Brand-Krimireihe, verkörperte Nitschkoff  den besten Freund eines toten 17-jährigen Schülers. Im ersten Film der Krimireihe Wolfsland, Ewig Dein (2016),
spielte Nitschkoff, an der Seite von Emma Drogunova, als Marek „Marke“ Palme den männlichen Part eines jungen polnisch-deutschen Paars, das auf seiner verzweifelten Flucht Tod, Angst und Zerstörung hinterlässt. In der 5. Staffel der RTL-Fernsehserie Der Lehrer, die ab Januar 2017 ausgestrahlt wurde, spielte Nitschkoff den halbstarken Problemschüler Luis Schmitz, der sich als Mathematik-Genie mit einer Hochbegabung erweist. In der ZDF-Serie SOKO Köln (2017) war in einer Episodenrolle als in einer betreuten Wohngruppe lebender, tatverdächtiger Jugendlicher, dessen bester Freund Opfer eines ärztlichen Kunstfehlers wurde, zu sehen.
In der 6. Staffel der Fernsehserie Der Lehrer (Erstausstrahlung ab Januar 2018) nahm Nitschkoff seine wiederkehrende Rolle mit einem Episodenauftritt erneut auf. In der ARD-Polizeiserie Großstadtrevier verkörperte er Anfang 2018, an der Seite von Saskia Fischer und Claudia Geisler-Bading, in zwei Folgen einen jungen Polizeianwärter im Praktikum. In der ZDFneo-Serie Parfum (2018) spielte Nitschkoff eine der Hauptrollen als junger Butsche. Anfang 2020 war er in zwei Tatort-Krimis zu sehen: als Bundeswehr-Soldat Josch Vegener und Sohn eines schwertraumatisierten Vaters im Charlotte-Lindholm-Tatort Krieg im Kopf sowie als „um die Gunst seines Vaters buhlender“, tatverdächtiger Sohn Maik in Der letzte Schrey des Weimarer Ermittlerteams Lessing und Dorn.
Beim Filmkunstfest Mecklenburg-Vorpommern 2021 in Schwerin erhielt Julius Nitschkoff gemeinsam mit Farba Dieng den Preis für die beste darstellerische Leistung sowie den Publikumspreis für den Film Toubab.
Beim Evolution Mallorca International Filmfestival 2022 erhielt Julius Nitschkoff den Preis für den besten Hauptdarsteller in einem Langfilm für seine Leistung im Film Bulldog. Ebenfalls erhielt er den Ehrenpreis Silberner Biber der Biberacher Filmfestspiele für seine schauspielerische Leistung im Film Bulldog.
In der Sonderfolge Stubbe – Von Fall zu Fall: Ausgeliefert (2022) spielte Nitschkoff den tatverdächtigen Freund einer getöteten Dresdner Fahrradkurierin. In der 7-teiligen ZDF-Dramaserie Gestern waren wir noch Kinder (2022) übernahm er eine der Hauptrollen als Polizist Tim Münzinger, der die jugendliche Hauptfigur Vivi (Julia Beautx) nach dem Tod ihrer Mutter zu unterstützen versucht.
Nitschkoff betreibt Klettern und Kampfsport. Zudem spielt er Violine und Schlagzeug. Im künstlerischen Bereich gibt Nitschkoffs Agentur außerdem Breakdance und Hip-Hop als besondere Fertigkeiten an.
Nitschkoff lebt in Berlin.

## Filmografie (Auswahl)
- 2009: Der Typ, 13 Kinder & ich (Fernsehfilm)
- 2009: Krimi.de – Rechte Freunde (Fernsehserie)
- 2010: Die Kinder von Blankenese
- 2011: Die Lehrerin (Fernsehfilm)
- 2011: 4 Tage im Mai (Kinofilm)
- 2013: Stubbe – Von Fall zu Fall – Gefährliches Spiel (Fernsehreihe)
- 2013: Notruf Hafenkante – Einsatz für Wolle (Fernsehserie)
- 2013: Komasaufen (Fernsehfilm)
- 2014: Sprung ins Leben (Fernsehfilm)
- 2014: Kein Entkommen (Fernsehfilm)
- 2015: Als wir träumten (Kinofilm)
- 2015: Nackt unter Wölfen (Fernsehfilm)
- 2015: Tod eines Mädchens (Fernsehfilm, Zweiteiler)
- 2015: Letzte Spur Berlin – Fluchtversuch (Fernsehserie)
- 2015: SOKO Leipzig – Manga-Mädchen (Fernsehserie)
- 2015: Der weiße Äthiopier
- 2015: Großstadtrevier – Geborene Verlierer (Fernsehserie)
- 2015: Tatort – Das Muli (Fernsehreihe)
- 2016: Milliardenmarsch (Kurzfilm)
- 2016: Akte Ex – Die Lüge (Fernsehserie)
- 2016: Der Alte – Machtgefühle (Fernsehserie)
- 2016: Die 7. Stunde (Fernsehfilm)
- 2016: Die Geschwister (Kinofilm)
- 2016: Marie Brand und die rastlosen Seelen (Fernsehreihe)
- 2016: Alarm für Cobra 11 – Die Autobahnpolizei – Der Ernst des Lebens (Fernsehserie)
- 2016: Wir sind die Rosinskis
- 2016: Wolfsland – Ewig Dein (Fernsehreihe)
- 2017: Lommbock (Kinofilm)
- 2017: SCHULD nach Ferdinand von Schirach (Fernsehserie, Folge 2x04: Familie)
- 2017: Polizeiruf 110 – Dünnes Eis (Fernsehreihe)
- 2017: SOKO Köln – Fünf Sekunden (Fernsehserie)
- 2017, 2018, 2021: Der Lehrer (Fernsehserie, Serienrolle)
- 2018: Großstadtrevier (Fernsehserie, zwei Folgen)
- 2018: Beat (Fernsehserie)
- 2018: Parfum (Fernsehserie)
- 2018: Das schönste Paar (Kinofilm)
- 2019: Preis der Freiheit (Fernsehfilm)
- 2019: Das Vergessene Dorf (Fernsehfilm)
- 2020: Tatort: Krieg im Kopf (Fernsehreihe)
- 2020: Tatort: Der letzte Schrey (Fernsehreihe)
- 2020: Into the Beat
- 2020: Toubab
- 2021: Die Chefin – Heilung (Fernsehserie)
- 2021: Tatort: Der Herr des Waldes (Fernsehreihe)
- 2021: Bulldog
- 2021: In Wahrheit: In einem anderen Leben (Fernsehreihe)
- 2022: Das Boot (Fernsehserie)
- 2022: Stubbe – Von Fall zu Fall: Ausgeliefert (Fernsehreihe)
- 2023: Gestern waren wir noch Kinder (Fernsehserie)
- 2023: Das Quartett: Mörderischer Pakt (Fernsehreihe)
- 2025: Notruf Hafenkante – Hinterhalt (Fernsehserie)
- 2025: Stralsund: Blutgeld (Fernsehreihe)

## Auszeichnungen
- 2020: Bayerischer Filmpreis in der Kategorie Bester Nachwuchsschauspieler für Toubab (gemeinsam mit Farba Dieng)
- 2022: Deutscher Schauspielpreis in der Kategorie Duo für Toubab (gemeinsam mit Farba Dieng)
- 2022: Biberacher Filmfestspiele – Silberner Biber für Bulldog[22]
- 2022: Evolution Mallorca International Filmfestival – Best Actor Feature Film für Bulldog[23]